# Furcifer cephalolepis
Furcifer cephalolepis este o specie de cameleoni din genul Furcifer, familia Chamaeleonidae, descrisă de Günther 1880. A fost clasificată de IUCN ca specie cu risc scăzut. Conform Catalogue of Life specia Furcifer cephalolepis nu are subspecii cunoscute.